# Dane pri Sežani
Dane pri Sežani – wieś w Słowenii, w gminie Sežana. W 2018 roku liczyła 405 mieszkańców.